# Colwellia hadaliensis
Espèce
Colwellia hadaliensis est une des espèces du genre bactérien Colwellia décrite lors de la création de ce genre. Ce sont des bacilles à Gram négatif de la famille des Colwelliaceae. Ces bactéries marines psychrophiles font partie de la classe des Alteromonadales et du Phylum des Pseudomonadota.

## Taxonomie

### Étymologie
L'étymologie de cette espèce est la suivante : ha.da.li.en’sis N.L. masc./fem. adj. hadalis, hadal; de l'adjectif anglais hadal, utilisé en terminologie océanographique; du Gr. masc. n. Haidês, dieu régnant sous terre; N.L. masc./fem. adj. hadaliensis, Appartenant/provenant des plus grandes profondeurs,.

### Historique
L'analyse de la séquence nucléotidiques de l'ARNr 5S de Colwellia hadaliensis a montré sa proximité phylogénique avec Vibrio psychroerythrus avec comme conséquence la création d'un nouveau genre bactérien appelé Colwellia et le renommage de V. psychroerythrus en Colwellia psychrerythraea. Ce genre est dès lors classé au sein des Protéobactéries. La famille Colwelliaceae décrite en 2004 a permis de regrouper dans une même famille les genres Colwellia et Thalassomonas du fait de l'homologie de leurs séquences nucléotidiques en ARNr 16S. En 2005, lors de la description de l'ordre Alteromonadales dans le Bergey's Manual, la famille Alteromonadaceae y est intégrée comme unique famille de cet ordre et contenant entre autres les Colwellia et C. hadaliensis. La liste de noms n°106 a séparé les Colwellia de cette famille et les a intégrées dans celle des Colwelliaceae.

## Description
Lors de sa description de 2004, la famille Colwelliaceae reprend la description des Colwellia  et de l'espèce type Colwellia psychrerythraea. Colwellia hadaliensis partage ces principales caractéristiques. Elle est formée de bactéries à Gram négatif avec des bacilles à morphologie incurvée et mobiles bien que quelques espèces semblent non mobiles. Ces bacilles ne forment pas d'endospores ni de kystes. La majeure partie des bactéries de cette famille sont des chimioorganotrophes anaérobies facultatifs nécessitant des ions sodium pour leur croissance.